# Dekanat Ostróda – Wschód
Dekanat Ostróda – Wschód – jeden z 33 dekanatów w rzymskokatolickiej archidiecezji warmińskiej.

## Parafie
W skład dekanatu wchodzi 9 parafii:
- parafia św. Moniki – Kajkowo
- parafia św. Benedykta Opata – Lubajny
- parafia św. Hiacynty i Franciszka – Ostróda
- parafia św. Dominika Savio – Ostróda
- parafia św. Pio z Pietrelciny – Ostróda
- parafia św. Siostry Faustyny Kowalskiej – Ostróda
- parafia Matki Bożej Królowej Polski – Stare Jabłonki
- parafia św. Andrzeja Boboli – Szyldak
- parafia św. Jana Bosko – Ostróda

## Sąsiednie dekanaty
Grunwald, Łukta, Miłomłyn (diec. elbląska), Morąg (diec. elbląska), Olsztyn III – Gutkowo, Olsztynek, Ostróda – Zachód